# Lejweleputswa
Lejweleputswa (englisch Lejweleputswa District Municipality) ist ein Distrikt in der südafrikanischen Provinz Freistaat. Der Verwaltungssitz befindet sich in Welkom. Bürgermeister ist Sebenzile Ngangelizwe.
Der Name des Distrikts ist das Sesotho-Wort für die Goldfelder.

## Gliederung
Die Distriktgemeinde wird von folgenden Lokalgemeinden gebildet:
- Masilonyana
- Tokologo
- Tswelopele
- Nala
- Matjhabeng

## Demografie
Auf einer Fläche von 31.930 km² leben 627.626 Einwohner (Stand: 2022).

## Nationalparks und Naturschutzgebiete
- Willem Pretorius Nature Reserve
- Erfenis Nature Reserve
- Sandveld Nature Reserve
- Soetdoring Nature Reserve